# Torneo di Wimbledon 2016 - Doppio maschile in carrozzina
Gustavo Fernández e Nicolas Peifer erano i campioni in carica del Torneo di Wimbledon 2015 - Doppio maschile in carrozzina, ma non hanno preso parte insieme al torneo. L'argentino ha partecipato con Joachim Gérard, che sono stati sconfitti in semifinale da Alfie Hewett e Gordon Reid, mentre il francese con il connazionale Stéphane Houdet.
Proprio il duo britannico ha conquistato il titolo battendo in finale Stéphane Houdet e Nicolas Peifer con il punteggio di 4-6, 6-1, 7–6(6).

## Teste di serie
1. Stéphane Houdet /  Nicolas Peifer (finale)
2. Alfie Hewitt /  Gordon Reid (campioni)

## Tabellone

### Legenda
| - Q = Qualificato - WC = Wild card - LL = Lucky loser | - ALT = Alternate - SE = Special Exempt - PR = Protected Ranking | - w/o = Walkover - r = Ritirato - d = Squalificato |

|  | Semifinali | Semifinali                       | Semifinali                       | Semifinali | Semifinali |  |  | Finale | Finale                         | Finale | Finale | Finale |  |
|  |            |                                  |                                  |            |            |  |  |        |                                |        |        |        |  |
|  | 1          | Stéphane Houdet Nicolas Peifer   | 5                                | 6          | 7          |  |  |        |                                |        |        |        |  |
|  |            | Stefan Olsson Maikel Scheffers   | 7                                | 1          | 6          |  |  | 1      | Stéphane Houdet Nicolas Peifer | 6      | 1      | 6      |  |
|  |            | Gustavo Fernández Joachim Gérard | Gustavo Fernández Joachim Gérard | 3          | 2          |  |  | 2      | Alfie Hewett Gordon Reid       | 4      | 6      | 7      |  |
|  | 2          | Alfie Hewett Gordon Reid         | Alfie Hewett Gordon Reid         | 6          | 6          |  |  |        |                                |        |        |        |  |